# 이턴 플레이스 다롄
이턴 플레이스 다롄(중국어: 大连裕景中心)는 중화인민공화국 다롄에 위치한 마천루로 현 동북 3성 최고층 빌딩이다.

## 같이 보기
- 마천루 목록
- 아시아의 마천루 목록
- 중화인민공화국의 마천루 목록